# Youssef En-Nesyri
Youssef En-Nesyri (født 1. juni 1997) er en marokkansk professionel fodboldspiller, som spiller for Fenerbahçe SK og Marokkos landshold.
Han var udtaget til Marokkos trup til VM 2018 i Rusland og til VM 2022 i Qatar.